# PSV Honk- en Softbalvereniging
PSV Honkbal is een honkbalclub uit Eindhoven.

## Geschiedenis
De vereniging werd opgericht op 1 april 1941 en telt ongeveer 180 spelende leden. Het eerste herenteam komt uit in de 1e klasse van de Nederlandse honkbalcompetitie. De vereniging heeft 3 seniorenhonkbalteams, 1 junioren-, 2 aspiranten- en 1 softbal-recreantenteam en 1 pupillenteam.
Bekende (oud) spelers zijn onder andere Rick van den Hurk en Alexander Smit, beide voormalig MLB-spelers.
De accommodatie van PSV is gelegen op Sportpark de Heihoef in het zuiden van Eindhoven. Het adres is Roostenlaan 307C, 5604 EB, Eindhoven (op het Heihoefpad tegen over de manage). De vereniging heeft een hoofdveld voor de senioren en junioren competities en een bijveld voor de aspiranten, pupillen, en softbal competities. De Bixie Baseball Academy maakt ook gebruikt van de accommodatie van PSV. In 2005 werd het WK Honkbal in Nederland gehouden en daarom werden de velden flink verbeterd. Sindsdien heeft PSV betere dug-outs, padding op de wall en een groot scorebord. Ook werd in 2005 het rechtsveld iets verbreed, omdat het hoofdveld te smal was. Het pad naar de douches (en de voetbal-, cricket-, tennis- en American-footballvelden) loopt daardoor nog steeds met een bocht om de homerunpaal heen.